# Victor Alexander Brooke

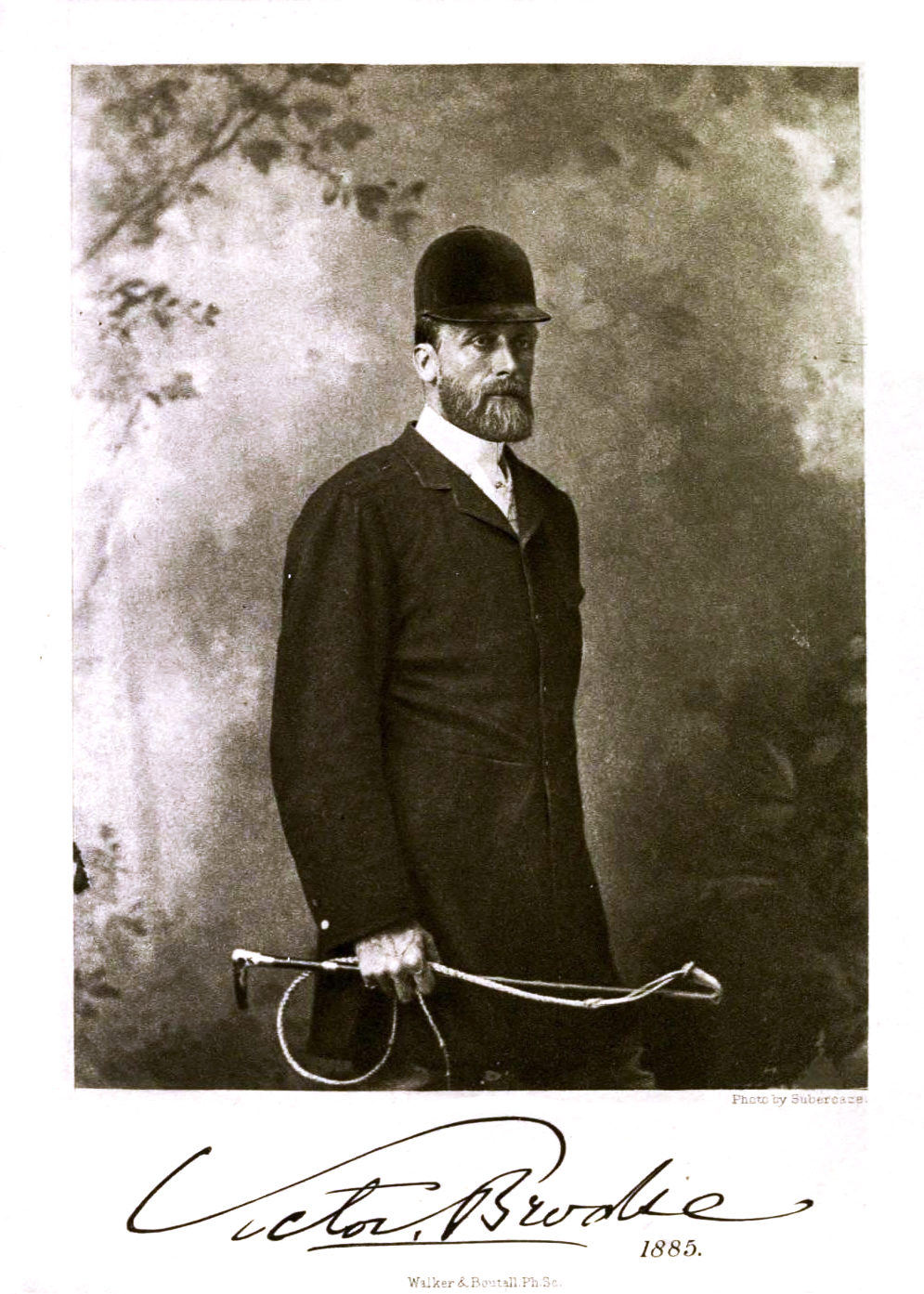
Sir Victor Brooke, 1885

Sir Victor Alexander Brooke, Terceiro Baronete (5 de janeiro de 1843 – 23 de novembro de 1891), foi um esportista-naturalista e baronete anglo-irlandês. Ele caçou e colecionou troféus de caça do mundo todo, teve um interesse especial por espécies de veados e antílopes e publicou a primeira descrição científica do gamo-persa como uma nova espécie em 1875.